# Gmina Brzeziny (Powiat Kaliski)
Die Gmina Brzeziny ist eine Landgemeinde im Powiat Kaliski der Woiwodschaft Großpolen, Polen. Ihr Sitz ist das gleichnamige Dorf (deutsch Brzeziny, 1943–1945 Waldwasser).

## Gliederung
Zur Landgemeinde Brzeziny gehören 19 Dörfer mit einem Schulzenamt:
| Aleksandria Brzeziny Czempisz Dzięcioły Fajum Jagodziniec Jamnice | Moczalec Ostrów Kaliski Pieczyska Piegonisko-Pustkowie Piegonisko-Wieś Przystajnia (Großhaltenau 1943–1945) | Przystajnia-Kolonia Rożenno Sobiesęki Wrząca Zagórna Zajączki |

Weitere Ortschaften der Gemeinde sind Chudoba, Piegonisko-Kolonia und Świerczyna.